# Conus melvilli
Espèce
Statut de conservation UICN

 VU B1ab(v)+2ab(v) : Vulnérable
Conus melvilli est une espèce de mollusques gastéropodes marins de la famille des Conidae.
Comme toutes les espèces du genre Conus, ces escargots sont prédateurs et venimeux. Ils sont capables de « piquer » les humains et doivent donc être manipulés avec précaution, voire pas du tout.

## Description
La taille de la coquille varie entre 18 mm et 32 mm. La coquille solide est abrégée subcylindrique, et obtusément angulée. Elle est lisse et crénelée-sulcinée à l'avant. La couleur est blanc grisâtre, avec des nuages longitudinaux brun cannelle, et des lignes ondulées tournantes. Les interstices présentent quelques lignes longitudinales courbes. La spire obtuse est strigée de brun. L' ouverture est teintée de brun. 

## Distribution
Cette espèce marine est présente au large d'Oman, dans le Golfe Persique et peut-être au large des Maldives.

### Niveau de risque d’extinction de l’espèce
Selon l'analyse de l'UICN réalisée en 2011 pour la définition du niveau de risque d'extinction, cette espèce est endémique de la côte d'Oman, du golfe Persique au sud. Cette espèce a une aire de répartition restreinte et est susceptible d'être menacée par des événements de pollution marine, en particulier par l'industrie pétrolière qui est répandue dans la région. D'après cette menace, elle est présente dans moins de dix endroits. L'espèce n'a jamais été abondante, mais elle est très rare aujourd'hui. On peut donc en déduire que le nombre d'individus a connu un déclin continu, qui devrait se poursuivre. L'espèce a donc été inscrite sur la liste des espèces vulnérables.

## Taxonomie

### Publication originale
L'espèce Conus melvilli a été décrite pour la première fois en 1879 par le conchyliologiste, éditeur et illustrateur britannique George Brettingham Sowerby III dans « Proceedings of the Zoological Society of London »,.

### Synonymes
- Conus (Quasiconus) melvilli G. B. Sowerby III, 1879 · appellation alternative
- Conus boschi Clover, 1972 · non accepté
- Conus pusio G. B. Sowerby I, 1834 · non accepté
- Quasiconus melvilli (G. B. Sowerby III, 1879) · non accepté